# ليندا كوربولد
ليندا كوربولد (بالإنجليزية: Linda Corbould)‏ هي ضابط متقاعدة في القوات الجوية الملكية الأسترالية (RAAF)، وتُعتبر اليوم أول امرأة حلقت بطائرة في سرب تابع للقوات الجوية الأسترالية.
انضمت ليندا للقوات الجوية الملكية عام 1981، وأصبحت واحدة من أول الطيارات الإناث اللائي سُقن طائرات وذلك بحلول عام 1990. حلقت ليندا بطائرات لنقل الركاب كما شاركت في نقل بعض الجنود عام 2003 خلال حرب العراق ثم قادت سربا من الطائرات بلغ عدده 36 وشاركت في العديد من الرحلات الجوية ما بين 2006 و2008. تقاعدت ليندا من سلاح الجو الأسترالي عام 2011.

## المسيرة المهنية
ولدت ليندا كوربولد في تاسمانيا، أستراليا ثم التحقت بسلاح الجو الملكي الأسترالي في عام 1981، وكانت من بين قلائل الطيارات الإناث التي انخرطن وأصبحن عضوات أساسيات في سلاح الجو الملكي خاصة أن العمل كربان طائرة كان حكرا على الرجال في تلك الفترة.
عندما التحقت ليندا بسلاح الجو عام 1981 لم يكن حينها مسموح لها بقيادة الطائرة فكانت تعمل على تنظيم الحركة الجوية حتى عام 1990 عندما فُتح الباب أمامها لتدريب طيارات إناث. خلال هذه الفترة كانت تتدرب وتأخد دروسا في طريقة القفز بالمظلات ثم أصبحت في وقت لاحق بطلة وطنية في هذه الرياضة، وفي عام 1985 مثلت أستراليا في القفز بالمظلات في بطولة العالم التي جرت في تركيا.
بعد الانتهاء من التدريب على الطيران، أصبحت كوربولد ثالث عضوة من سلاح الجو الملكي الأسترالي تقود طيارة مجنحة ثم في وقت لاحق قادت سربا من الطائرات بلغ عددهم 36. طارت ليندا بطائرات مختلفة؛ حيث سبق لها التحليق بطائرة من نوع سي-130 هيراكليس كما سبق لها وأن حلقت بطائرات لنقل الركاب العسكريين وأخرى لنقل المدنيين.
شغلت ليندا كوربولد منصب نائب قائد سرب الطائرات من نوع سي-130 التي شاركت في غزو العراق عام 2003 ثم حصلت على وسام أستراليا للتخطيط والطيران بعدما قادت رحلة ناجحة إلى بغداد في ليلة 12-13 نيسان/أبريل 2003. في تشرين الأول/أكتوبر 2003 التقت برئيس الولايات المتحدة جورج دبليو بوش وذلك أثناء زيارة هذا الأخير إلى بلدها الأم أستراليا.
قضت ليندا 15 عاما من الخبرة في قيادة الطائرات من نوع سي-130 ثم أكملت دبلوم الدراسات العسكرية في كلية القيادة والأركان الأسترالية خلال عام 2005.
في عام 2006، تم ترقية ليندا لتصبح بذلك قائدة جناح مشرفة على برنامج سلاح الجو الملكي الذي يهدف إلى ضم طيارين آخرين لهم خبرة واستراتيجية في التعامل مع الطائرات الحربية ومع طائرات النقل. ثم تولت قيادة سرب تابع لها في 17 تشرين الثاني/نوفمبر 2006 وسلمت طائرات من طراز سي-17 إلى الولايات وذلك في 4 كانون الأول/ديسمبر 2006.
أنهت ليندا مهامها كقائدة سرب في 8 كانون الأول/ديسمبر 2008، فتم تعيينها ككبيرة ضباط في القوة الجوية في ولاية تسمانيا إلى أن تقاعدت رسميا وبشكل كلي في 8 أيار/مايو 2011 بعدما كانت قد قضت 30 عاما من الخدمة لكنها ظلت ضابط في سلاح الجو الاحتياطي.
في تموز/يوليو 2015 كانت ليندا المتحدث الرسمي باسم سلاح الجو الملكي وذلك خلال عقد مؤتمر لم الشمل في لونسيستون. ثم في تشرين الثاني/نوفمبر من تلك السنة عُينت عضوا من قدامى المحاربين وتم تكريمها لإسهامتها الكبيرة في تطوير مجال الطيران المدني والحربي في أستراليا.